# پالینا (اورگن)
پالینا (به انگلیسی: Paulina) یک منطقهٔ مسکونی در ایالات متحده آمریکا است که در اورگن واقع شده‌است. پالینا ۱٬۱۲۴ متر بالاتر از سطح دریا واقع شده‌است.